# 90817 Дойлголл
90817 Дойлголл  (90817 Doylehall) — астероїд головного поясу, відкритий 1 вересня 1995 року.
Тіссеранів параметр щодо Юпітера — 3,341.